# Torquigener pallimaculatus
Torquigener pallimaculatus es una especie de peces de la familia Tetraodontidae en el orden de los Tetraodontiformes.

## Morfología
Los machos pueden llegar alcanzar los 18 cm de longitud total.

## Hábitat
Es un pez de mar de clima tropical y demersal que vive entre 7-20 m de profundidad.

## Distribución geográfica
Se encuentra al noroeste de Australia, las islas Chesterfield, Nueva Caledonia y Papúa Nueva Guinea.

## Observaciones
No se puede comer ya que es  venenoso para los humanos.